# ダブルダッチ

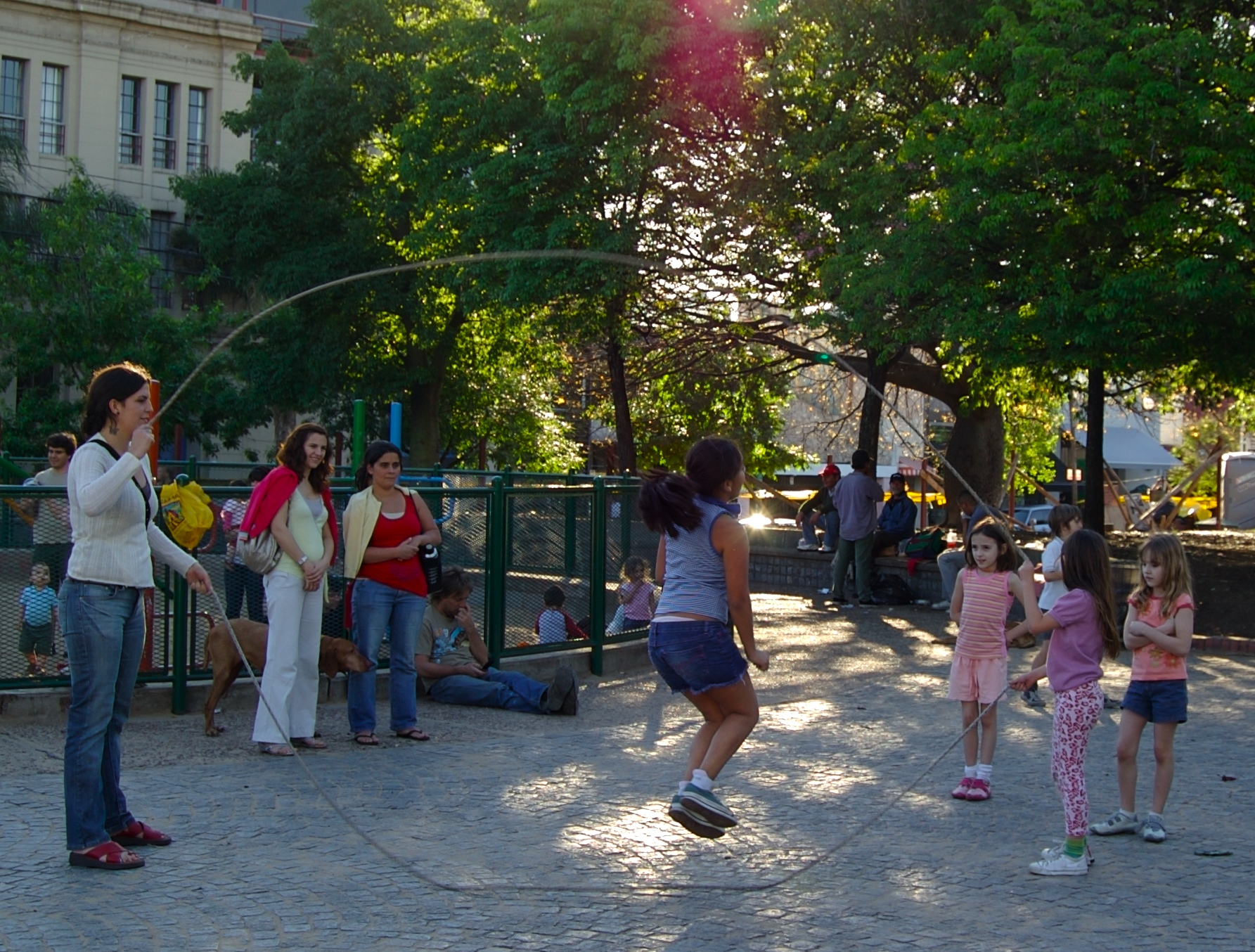
ダブルダッチ

ダブルダッチ（英語: Double Dutch）は、2本の縄を使って跳ぶ縄跳びである。向かい合ったターナーと呼ばれる2人の回し手が2本の縄を内側に回し、その中でジャンパーと呼ばれる跳び手が技を交えながら跳ぶ。

## 概要
17世紀にニューアムステルダムに入植したオランダ人によってアメリカに伝えられた。1970年代、ニューヨークのスラム街で少年非行が横行する中、それに歯止めをかけるため、ある警察官がダブルダッチをルール化し広めた。競技人口は5万人を数える。競技種目には「規定」「スピード」「フリースタイル」「フュージョン」の4種類がある。
2007年1月15日には、アメリカの祝日、マーティン・ルーサー・キング・ジュニアデーを記念し、Googleのホームページのロゴが黒人と白人の子供がダブルダッチをして遊ぶデザインとなった（画像）。
日本では1996年に日本ダブルダッチ協会が発足。2009年、特定非営利活動法人日本ダブルダッチ協会に組織変更。世界大会では日本人が小学生から社会人まで幅の広い年代と各種目で毎年、優勝や上位を独占するなどの快挙を成し遂げている。この他、ギネス記録を持つチームもある。

## ギネス記録
- 2009年5月3日、「アーバンドック ららぽーと豊洲」屋外ステージで開催された『DOUBLE DUTCH HARBOURFESTIVAL 09G.W.』にてプロパフォーマーCapliore（カプリオール）のNOBU（安藤信義）がダブルダッチ競技の「The most Double Dutch-style skips in one minute」種目でそれまで199回のギネス世界記録に挑み、1分間で202回跳びギネス世界記録更新に成功。2009年6月25日、ギネス・ワールド・レコーズより公式認定され、日本人初のダブルダッチギネス記録保持者となる。また1ヵ月後の6月13日に放映された、TBS『王様のブランチ』生放送内でも自身の記録更新に挑戦し、208回を跳び、再びギネス記録を更新した。
- 2011年8月7日にKBSホールで行われた『number.one SUMMER FESTA 2011』にてプロダブルダッチパフォーマンスチームalttypeの「JUN（谷澤潤）」が「ダブルダッチ スピード種目」ギネス世界記録に挑戦し、211回を跳びギネス世界記録を更新し、ギネス世界記録保持者となる。
  - 同年12月2日放送の『ギネス世界記録のイケメン＆美女100人』の番組内でカプリオールのNOBUが215回を跳び、再度ギネス世界記録保持者となる。
- 2012年2月10日に、オルトタイプのJUNがKBS京都『B-TRIBE TV』の企画で再度ギネス世界記録に挑戦し、221回を跳び、ギネス世界記録更新に成功。
  - 同年8月5日に、オルトタイプが「2本のロープの中で3人が駆足跳びを行いひっかかるまでに何回跳べるか（Most consecutive Double Dutch-style skips (team)）」の種目で、前記録371回（アメリカのチーム）の記録を大幅に更新する「1401回」を記録しギネス・ワールド・レコーズにより公式認定され、オルトタイプは「ギネス世界記録」のチームとなる[13]。
- 2014年3月21日に、DIANAの「坂巻 歩美」「相澤 めぐみ」「金子 寧々」の3人が233回跳び、現在のギネス世界記録となっている。